# 세자매 (영화)
《세자매》는 2021년 1월 27일에 개봉한 대한민국의 영화이다.
겉으로는 전혀 문제없어 보이는 가식덩어리, 소심덩어리, 골칫덩어리인 세 자매가 말할 수 없었던 기억의 매듭을 풀며 폭발하는 이야기를 담는다.

## 캐스팅
- 문소리 : 미연 역
- 김선영 : 희숙 역
- 장윤주 : 미옥 역
- 조한철 : 동욱 역
- 현봉식 : 상준 역
- 김가희 : 보미 역
- 임혜영 : 효정 역
- 김성민 : 진섭 역
- 장대웅 : 성운 역
- 홍기 : 승우 역
- 경다은 : 하은 역
- 김미경 : 엄마 역
- 이송희 : 아빠 역
- 박선주 : 어린 희숙 역
- 김지안 : 어린 미연 역
- 정예나 : 어린 미옥 역

단역
- 정민준 : 어린 진섭 역
- 김용준 : 담임목사 역
- 박지홍 : 부목사 역
- 신용진 : 철호 역
- 전호현 : 찬양집회인도자 / 성가대원 / 교회당직자 1 역
- 김윤주 : 여집사 1 역
- 김선미 : 여집사 2 역
- 이지혜 : 여집사 3 역
- 류주연 : 사이비여자 1 역
- 최진아 : 사이비여자 2 역
- 박지훈 : 사이비목사 역
- 장선 : 성운 담임 역
- 조윤희 : 성운 친엄마 역
- 권혁성 : 깐돌이아재 역
- 이주원 : 호빵아재 역
- 송치훈 : 과거아빠 역
- 박다미 : 과거엄마 역
- 권유진 : 시골간호사 / 다방 마담 / 블러드풉 관객 2 역
- 정겨운 : 서울간호사 / 고향목사 부인 역
- 현은영 : 음악과외선생 역
- 김경덕 : 꽃집앞남자 역
- 김애진 : 마트계산원 역
- 강선영 : 꽃집여손님 역
- 반인환 : 연극후배 1 역
- 홍현택 : 연극후배 2 역
- 박시유 : 연극후배 3 역
- 배나경 : 피아노반주자 역
- 허진 : 찬양집회 싱어 역
- 박지윤 : 찬양집회 반주자 역
- 윤미연 : 임산부 역
- 신비 : 임산부 딸 1 역
- 신태리 : 임산부 딸 2 역
- 강재흠 : 상준가게점원 역
- 정다워 : 블러드풉 드러머 역
- 김선진 : 교회당직자 2 역
- 김우유 : 블러드풉 관객 1 역
- 조영익 : 블러드풉 관객 3 역
- 김성혁 : 대학생 1 역
- 박차희 : 대학생 2 역
- 김이브 : 대학생 3 역
- 신지현 : 대학생 4 역
- 표태욱 : 대학생 5 역
- 남수현 : 미옥말리는선생 역
- 김권후 : 환자 역
- 서지현 : 환자 보호자 역
- 권복선 : 과거어른 1 역
- 채철순 : 과거어른 2 역
- 하시연 : 교회 사람들 역
- 이창훈 : 고향목사 역 (우정출연)
- 박광선 : 병구 역 (우정출연)
- 이봉련 : 슈퍼아줌마  역 (우정출연)
- 임철수 : 대학생 역 (우정출연)
- 김의성 : 정범 역 (특별출연)

## 제작
이승원 감독이 문소리와 김선영을 염두에 두고 시나리오를 썼고, 문소리가 공동 프로듀서를 맡고 장준환 감독과 만든 '영화사 연두'가 공동 제작사로 참여했다.
제21회 전주국제영화제의 '전주 시네마프로젝트 2020' 선정작이다.
시나리오와 제작기, 인터뷰, 영화평을 담은 도서가 출간되었다.
- 《세 자매 이야기》 (마음산책) 2021년 1월 ISBN 9788960906563

## 수상 목록
- 2021년 제41회 한국영화평론가협회상 여우주연상 (문소리)
- 2021년 제41회 한국영화평론가협회상 영평 10선

## 같이 보기
- 2021년 대한민국의 영화 목록